# Dygnsmedeltemperatur
Dygnsmedeltemperaturen (Tm) är ett mått på den genomsnittliga temperaturen över ett dygn.
Den matematiskt korrekta definitionen av dygnsmedeltemperaturen är att göra ett stort antal observationer av temperaturen, tidsmässigt jämnt fördelade över dygnet, och bilda ett medelvärde av detta. På grund av att man historiskt har förlitat sig på manuella observationer från väderstationer använder sig olika länders meteorologiska tjänster i praktiken av ett begränsat antal observationer för att bilda medelvärdet, och definitionen av hur dygnsmedeltemperaturen beräknas kan se olika ut i olika länder. Vanligt är att bilda medelvärdet av dygnets maxtemperatur och minimitemperatur.

## Ekholm-Modéns formel
I Sverige använder SMHI den empiriska formeln Ekholm-Modéns formel, införd 1914, som bygger på observationer vid tre tidpunkter samt dygnets maximala och minimala temperatur. Sedan 1947 har de utnyttjade tidpunkterna varit vad som idag motsvarar klockan 06, 12 och 18 UTC (kl 07, 13 och 19 normaltid och kl 08, 14 och 20 sommartid). Formeln är utformad för att så nära som möjligt ge samma medelvärde som skulle fås via en 24 timmars integral dygnet runt. Brytpunkten för dygnet är kl 18 UTC.
Ekholm-Modéns formel lyder {\displaystyle T_{m}=(aT_{07}+bT_{13}+cT_{19}+dT_{max}+eT_{min})/100}, där {\displaystyle T_{07}}, {\displaystyle T_{13}} och {\displaystyle T_{19}} är observationer vid klockslagen 07, 13 och 19, {\displaystyle T_{max}}och {\displaystyle T_{min}} är dygnets högsta resp lägsta temperaturer och a, b, c, d och e är viktningskoefficienter som kallas Ekholm-Modéns koefficienter och utgör procentuell vikt det vill säga {\displaystyle a+b+c+d+e=100} 

### Koefficienter
Koefficienterna i Ekholm-Modéns formel är beroende av månad och longitud, avrundad till heltal grader. De har bestämts genom jämförelse med några väderstationer där timvisa observationer genomförts. Longitudkoefficienterna härstammar från det faktum att lokal middag infaller vid olika tidpunkter vid olika öst-västliga positioner. Månadskoefficienterna har till stor del att göra med natten och dagens längd i förhållande till varandra. Koefficienternas longitudvariation är mindre än deras månadsvariation.

### Automatstationer
Formeln skapades för manuell avläsning. Termometrar som lämnar "markörer" vid högsta och lägsta värde är enkla att konstruera, och behöver bara avläsas och nollställas en gång per dygn. Men de tre klockbundna observationerna gjordes manuellt. Formeln stämmer väl för långa klimatserier, men vid plötsliga temperaturfall eller temperaturökningar kan formeln slå fel. Idag används allt oftare kontinuerlig temperaturmätning vid automatstationer, men för jämförelser med gamla data beräknas också medeltemperaturen enligt formeln.

## Äldre beräkningsmodeller
Medeltemperatur för en ort beräknas utgående från mätningar av luftens temperatur vid lämpliga tider flera gånger under loppet av ett dygn. Bildar man ett aritmetiskt medelvärde av alla dessa iakttagelser, erhåller man dygnets medeltemperatur eller dygnsmedium av temperaturen. Det erhållna värdet är dock endast i det fall fullt riktigt, eller vad man kallar ett ’’sant dygnsmedium’’, när temperaturmätningarna skett minst varje eller varannan timme under hela dygnet. Eftersom täta manuella observationer var besvärliga att upprätthålla, konstruerade man metoder för att medelst räkning ur ett fåtal iakttagelser härleda det sanna dygnsmediet.
Av de metoder som tagits fram, ska här endast några få av de mest brukliga anföras. Betecknar man med de latinska siffrorna I, II, III, IV, och så vidare till och med XXIV de temperaturvärden, som erhållits kl. 1, 2, 3, 4 och så vidare till och med 24, varvid timmarna räknas från midnatt till midnatt, samt betecknar det ur dem beräknade dygnsmediet med T, så kan beräkningen ske med någon av följande formler:
T = (VI +XIV + XXII) / 3
T = (VII + XIV + 2*XXI) / 4
T = (VIII + XIV + 5*XXI ) / 7
Den sista av dessa formler (den så kallade Edlunds formel användes tidigare vid de svenska meteorologiska stationerna. Enligt denna formel 
adderar man de observationer, som görs kl. 8 förmiddag och 2 eftermiddag (= kl. 14), lägger därtill observationen kl. 9 eftermiddag (= kl. 21), sedan man multiplicerat den med 5, samt dividerar den sålunda erhållna summan med 7.
Emellertid kan, strängt taget, varken denna eller någon annan beräkningsmetod ge för ett enda dygn en medeltemperatur, som under alla förhållanden överensstämmer med den sanna. Bättre överensstämmelse får man i medeltemperaturen för en månad, vilken utgör aritmetiska medeltalet av månadens alla dygnsmedia, vare sig dessa är sanna eller erhållits genom beräkning med någon av nyss anförda formler. Utom månadsmedia begagnar man också i meteorologin medeltemperaturen för fem successiva dygn, eller så kallade femdagsmedia (pentad-media), och någon gång även medeltemperaturen för tio dygn, eller så kallade tiodagsmedia (dekad-media). Tar man det aritmetiska medeltalet av alla de tolv månadernas medeltemperaturer, erhålls medeltemperaturen för året, varvid dock, strängt taget, bör anbringas en liten rättelse på grund av månadernas olika längd. Man brukar även bilda medeltemperaturer för de särskilda årstiderna genom att taga medium av medeltemperaturerna för de tre successiva månader, som tillhöra en och samma "meteorologiska årstid".
Av största vikt för de klimatologiska undersökningarna är de så kallade normala medeltemperaturerna, vilka erhålls, om man till ett medium kombinerar tillräckligt många medeltemperaturer tillhörande en och samma tidsperiod, till exempel en viss månad, en viss pentad (exempelvis 2:a pentaden i året, den 6–10 januari) och så vidare. Den normala medeltemperaturen för året, som korteligen benämns ortens medeltemperatur, är en av de viktigaste faktorer, som bestämmer en orts klimat.